# Михайловское (Воротынский район)
Михайловское — село в Воротынском районе Нижегородской области России. Административный центр Михайловского сельского совета.

## География
Расположено на левом берегу реки Волга, напротив села Фокино и связано с ним паромной переправой. В 6 км от села находится село Разнежье, которое дало название пристани, расположенной в Михайловском. Расстояние до районного центра с учётом переправы около 17 км.

## Население
| 2002 | 2010  |
| ---- | ----- |
| 1515 | ↘1341 |

## Достопримечательности
Церковь в честь Рождества Пресвятой Богородицы, построенная в 1913 году. В 1938 году была закрыта. Богослужения возобновлены в 1995 году. Входит в Макарьевское благочиние Лысковской епархии Русской Православной Церкви.